# Vaterpolo na OI 2000.
Na OI 2000. u Sydneyu u Australiji, konačna ljestvica na vaterpolskom turniru je bila sljedeća:
| Odličje | Reprezentacija     | |
| zlato   | Mađarska           | Zoltán Kosz, Bulcsu Szekely, Tarnas Marcz, Zsolt Varga, Tarnas Kasas, Attila Vari, Gergely Kiss, Tibor Benedek, Rajmund Fodor,Zoltán Szecsi, Barnabas Steinmetz, Tamas Molnar, Peter Biros                                       |
| srebro  | Rusija             | Nikolaj Maksimov, Jurij Jazev, Dmitrij Dugin, Nikolaj Kozlov, Roman Balačov, Aleksandr Jeričov, Revaz Čomakidze, Dmitrij Stratan, Dmitrij Gorčkov, Marat Sakirov, Sergej Garbusov, Irek Sinnurov, Andrej Rekečinski              |
| bronca  | Srbija i Crna Gora | Aleksandar Šoštar, Petar Trbojević, Nikola Kuljaca, Predag Zimonjić, Dejan Savić, Danilo Ikodinović, Viktor Jelenić, Veljko Uskoković, Aleksandar Ćirić, Aleksandar Šapić, Vladimir Vujasinović, Nenad Vukanić, Jugoslav Vasović |